# Mauro D’Alay
Mauro D’Alay (auch: D’Alai), genannt auch Maurini (* um 1687 in Parma; † 11. Februar 1757 ebenda) war ein italienischer Violinist und Komponist des Spätbarock.

## Leben
Es ist wenig bekannt über den Werdegang von Mauro D’Alay (Maurino), außer dass er in den Zeiträumen von 1712–26 und 1730–39 in Diensten der Kathedrale Santa Maria della Steccata von Parma war. Er begleitete Prinzessin Elisabetta Farnese 1714 anlässlich deren Vermählung mit dem spanischen König Philipp V. nach Madrid, wo er sich längere Zeit aufhielt. Auch unternahm er weitere Reisen außerhalb Italiens, so vor allem nach London (1726–1728), wo er laut Charles Burney mit der Sängerin Faustina Bordoni seine Kantate Amo Deliso e ver aufführte. In Deutschland hatte er Kontakt mit Johann Adolf Hasse.
Als Lieblingsviolinist der spanischen Königin konnte er ein beträchtliches Vermögen zusammentragen. In seinem Testament vermachte er es, sehr zum Ärger seiner Verwandten, zu zwei Dritteln der Gesellschaft Ordine Constantiniano di San Giorgio von Parma, diese hatte ihn nach seiner Rückkehr aus Spanien zu einem ihrer Kommandanten gemacht.

## Werke (Auswahl)
- 12 Concerti für Solovioline, 2 Violinen, Viola, Violoncello und Bass (bzw. Cembalo), Op. I (Le Cène, Amsterdam);
- Kantate, für eine Gesangsstimme, Violine und B. c. Amo Deliso e ver
- Kantate, Sempre freschi, vivaci e vezzosi
- 6 Concerti für Solovioline, 2 Violinen, Viola und Bass
- Noturno, basso andante per 2 vl e basso im (Manuskript im Archiv der Provinz Gorizia)
- 6 Sonate a Violino Solo col Basso. (London 1728, dem Duke of Richmond gewidmet)